# Pastore fonnese

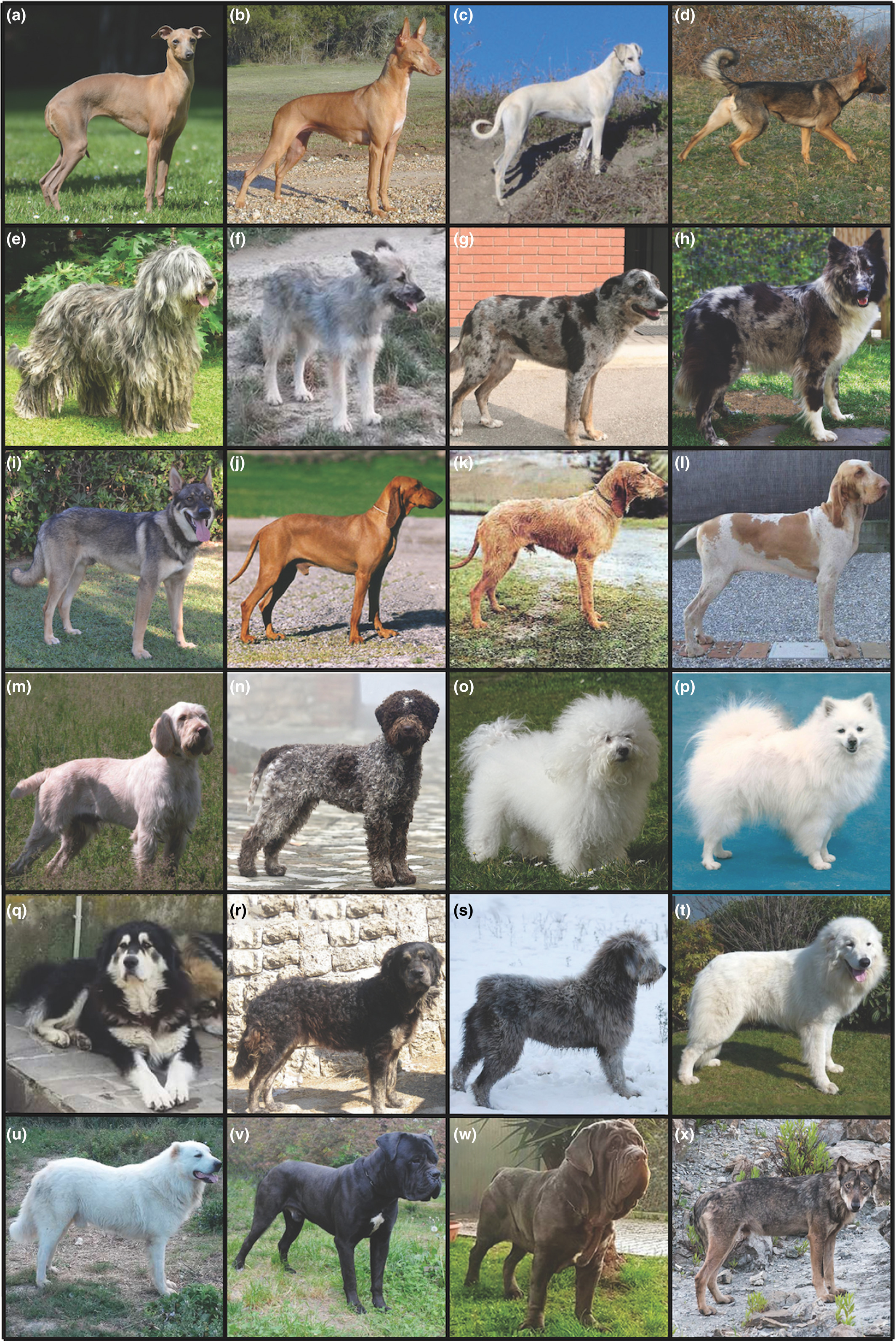
Le razze presenti in Italia, tra cui il pastore fonnese, delle quattordici attualmente riconosciute a livello internazionale.

Il cane fonnese è un cane endemico della Sardegna; benché prenda il nome dal paese di Fonni, la sua presenza è rilevabile in tutta l'isola. 
La prima associazione di amatori della razza fu fondata solo nel 1991; Ha ottenuto la classificazione F.C.I. nel 2013 quando il cane sardo è stato assegnato al gruppo 2, afferente a cane di tipo Pinscher e Schnauzer, Molossidi e cani bovari Svizzeri. Ottimo cane da guardia, sia di proprietà che di bestiame. Il pelo è ispido, di colore grigio nelle varie tonalità, nero, roano, tigrato e bianco sporco. Non ha pezzature di nessun colore, spesso presenta una stella bianca sul petto.
Nel 1911-1912 venne utilizzato dal Regio Esercito italiano durante la Guerra di Libia.
L'altezza al garrese è di circa 55–60 cm per il maschio, e un po' meno la femmina. Ha gli occhi molto espressivi che incutono un po' di timore, molto coraggioso e diffidente con gli estranei. . A Fonni è conosciuto semplicemente con il nome di ‘ane 'e acapiu  cioè "cane da legare".
Uno studio genomico, pubblicato sulla rivista Genetics, ha rivelato le origini del cane fonnese nello specifico, la specie canina non presenterebbe affinità con le razze italiane, bensì con i mastini dell'Ungheria (Komondor) e i levrieri del Medio Oriente, quali il Saluki.

## Standard del Cane Fonnese

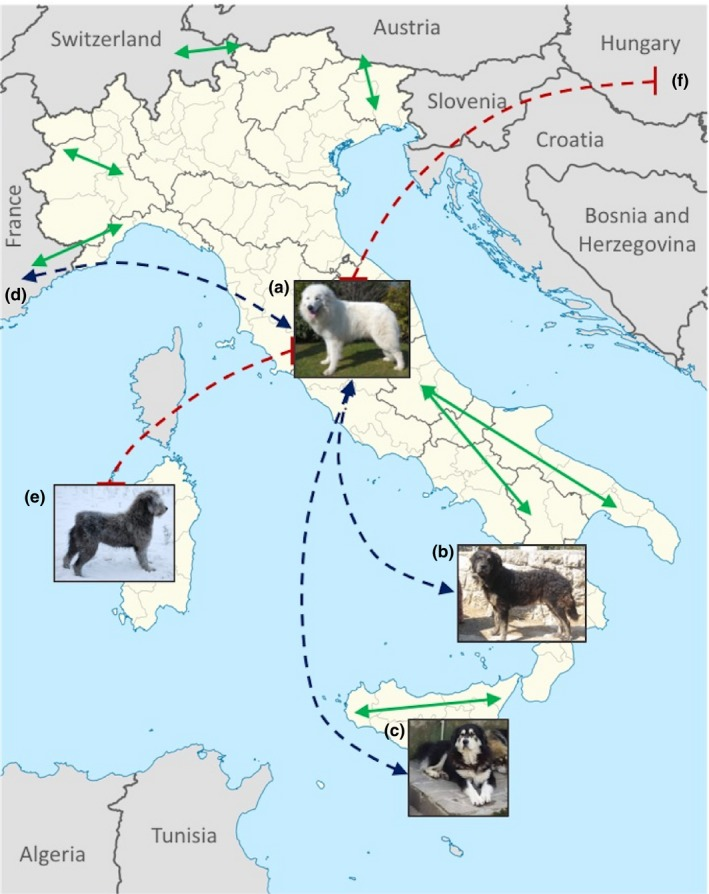
Transumanza e aplotipi delle razze da pastore in Italia.

### Altezza al garrese
- Maschi 56–60 cm
- Femmine 52–56 cm
- Tolleranza +/- 4 cm.

### Peso
- Maschi 29–35 kg
- Femmine 25–30 kg

### Tronco
- la sua lunghezza supera del 5-10% l'altezza al garrese.
- La groppa, robusta e muscolosa, presenta una inclinazione rispetto all'orizzontale di circa 15 gradi
- Petto moderatamente ampio con muscoli ben sviluppati e la sua larghezza è in stretto rapporto con l'ampiezza del costato. Il manubrio dello sterno è situato al livello della punta dell'articolazione scapolo-omerale.

### Testa e muso
Testa: mesomorfa, con cresta occipitale ben rilevata. Il rapporto lunghezza del cranio e lunghezza del muso è di 1 a 1. Il cranio è leggermente convesso e la sua lunghezza bizigomatica è pari alla sua lunghezza.
Regione cranica: le arcate bizigomatiche sono evidenti e i seni frontali non sono molto pronunciati.
Regione facciale: il muso è di grande potenza, con facce laterali leggermente convergenti verso il tartufo. Frontalmente si presenta come iscritto in un quadrato. Il limite inferiore del muso è dato dalla mandibola.
Il tartufo è largo, carnoso e nero, posto sulla stessa linea della canna nasale; deve essere voluminoso, con narici larghe e aperte.
I denti sono bianchi, ben sviluppati, regolarmente allineati, completi per numero. I canini sono in opposizione tra loro (chiusura a tenaglia) o quelli della mascella sfiorano, con la loro faccia posteriore, la faccia anteriore di quelli della mandibola (chiusura a forbice).
Le labbra devono essere ben stese e aderenti e presentano mucose sempre pigmentate.
Lo sguardo di questi animali è molto intenso e caratteristico e rappresenta un elemento di tipicità della razza. L'espressione è un po' triste, profonda ma autorevole; gli occhi sono tra loro ravvicinati, in posizione frontale, con arcate sopraciliari di notevole sviluppo. Il loro colore è ambrato in tutte le sue tonalità e le palpebre devono essere pigmentate e ben aderenti al bulbo oculare.
Le orecchie sono di forma triangolare, non troppo lunghe (7–8 cm) al disopra dell'arcata bizigomatica, portate pendenti e, in attenzione, ben aderenti alle guance.
Il collo è vigoroso, solido e muscoloso, di media lunghezza, pari a circa un terzo dell'altezza al garrese, privo di giogaia, si raccorda armoniosamente alle spalle e al garrese.

### Pelle
Spessa ben pigmentata, aderente alle varie parti del corpo, non presenta giogaia al collo.

### Arti
Arti anteriori:
- solidi e asciutti, dritti, si presentano in appiombo sia di fronte che di profilo. I piedi sono ovali, con dita raccolte e con cuscinetti plantari neri, duri e resistenti. Le unghie sono sempre nere e solide.
- Avambraccio leggermente più lungo del braccio che risulta inclinato di circa 60 gradi rispetto all'orizzontale.
- Gomiti ben aderenti. Metacarpo moderatamente lungo e non molto inclinato (circa 10 gradi rispetto alla verticale), presenza di speroni.
Arti posteriori:
- solidi e muscolosi, con buoni appiombi, tanto da dare l'immagine della potenza e della agilità.
- Coscia larga e flessa (circa 75 gradi rispetto all'orizzontale) l'angolo femoro-tibio-rotuleo è di circa 125/130 gradi.
- Gamba moderatamente lunga e muscolosa.
- Garretto lungo in proporzione alla lunghezza della gamba, verticale, visto da dietro è parallelo al piano mediano del corpo. Presenta un angolo tibio-tarsico di circa 150 gradi. Piedi compatti, con cuscinetti plantari duri e pigmentati. Unghie forti, nere e solide. Presenza di speroni.

### Spalla
Muscolatura ben solida e con articolazione scapolo/omerale di 110-120 gradi. Fermamente aderente al corpo.

### Muscolatura
Forte, potente e ben sviluppata.

### Linea superiore
Retta e orizzontale, con garrese poco pronunciato.

### Coda
Inserita non molto alta, ha una base larga, grossa alla radice, robusta, che va via via affusolandosi verso l'estremità. La sua lunghezza supera di poco l'articolazione al garretto. In riposo ha la forma di manico di pompa. Non dovrà mai essere portata eretta e in movimento supera di poco la linea del dorso. Alcuni esemplari possono nascere anuri o brachiuri. La coda non potrà mai essere amputata.

### Proporzioni
Il dorso è largo e lungo circa un terzo dell'altezza al garrese.
- La regione lombare si fonde armonicamente con il dorso.
- Il costato è moderatamente ampio, con costole un po' cerchiate. La circonferenza del torace, misurata ai gomiti, è superiore del 25% dell'altezza al garrese.

### Mantello
Il pelo è caprino, munito di folto e denso sottopelo lanoso, di una lunghezza di 5–7 cm, più corto agli arti, quasi raso al muso, dove presenta ispide difese agli occhi e barba al mento. Esiste una varieta a pelo più lungo e una a pelo raso, entrambe peraltro oggi rare. I colori ammessi sono il nero, il cenere, nelle sue varie tonalità, e il miele. Questi ultimi possono essere anche tigrati, e sono ritenuti i più antichi.
Nei maschi il pelo forma una criniera al collo.

### Andatura
Agile e sciolta. Al trotto il posteriore imprime una notevole spinta e l'anteriore allunga moderatamente. Al galoppo si muove con grande agilità, superando di slancio le asperità del terreno in cui opera.

### Difetti
Prognatismo, mancanza di sostanza o eccesso di peso, bianco alle estremità, depigmentazioni alle mucose palpebrali e labiali o al tartufo, andatura pesante, taglie inferiori o superiori di 3 cm rispetto ai massimi e minimi previsti dal presente standard, coda arrotolata e ripiegata sul dorso, unghie depigmentate.